# Tipula armatipennis
Tipula armatipennis is een tweevleugelige uit de familie langpootmuggen (Tipulidae). De soort komt voor in het Neotropisch gebied.
De wetenschappelijke naam voor de soort werd voor het eerst geldig gepubliceerd in 1912 door Charles Paul Alexander.